# Клеопатра Теа
Клеопатра Теа (грчки: Κλεοπάτρα Θεά; око 164. - 121. п. н. е.) је била селеукидска краљица од 150. до 126. године п. н. е. Као регенткиња свог малолетног сина владала је самостално од 126. до 121. године п. н. е.

## Биографија
Клеопатра је била ћерка египатског краља Птолемеја VI Филометора и његове сестре Клеопатре II. Била је супруга чак тројице селеукидских краљева. Најпре се удала за Александра Баласа, коме је родила сина Антиоха VI. Потом се удала за Деметрија II Никатора, коме је родила Селеука V и Антиоха VIII. Трећи муж био јој је Антиох VII Сидет, коме је родила сина Антиоха IX и још деце, чији идентитети нису познати. Након убиства Деметрија, самостално је владала Селеукидским краљевством од 126. до 121. године п. н. е. Убијена је по наређењу свог сина Антиоха VIII Грипа, након што је покушала да га отрује.